# Lourdios-Ichère
Lourdios-Ichère település Franciaországban, Pyrénées-Atlantiques megyében. Lakosainak száma 141 fő (2022. január 1.). Lourdios-Ichère Arette, Issor, Osse-en-Aspe és Sarrance községekkel határos.

## Népesség
A település népességének változása:
| Lakosok száma | 161  | 155  | 157  | 141  | 138  | 136  | 134  | 137  | 141  |
|               | 2013 | 2015 | 2016 | 2017 | 2018 | 2019 | 2020 | 2021 | 2022 |